# Scaphoideus immistus
Scaphoideus immistus är en insektsart som beskrevs av Thomas Say 1830. Scaphoideus immistus ingår i släktet Scaphoideus och familjen dvärgstritar. Inga underarter finns listade i Catalogue of Life.